# Unearthed (Johnny Cash)
Unearthed è un album di Johnny Cash pubblicato nel 2003 due mesi dopo la sua morte. L'album è stato prodotto da Rick Rubin e pubblicato dall'etichetta American Recordings.
L'opera è composta da 79 tracce divise in cinque dischi. I primi tre raccolgono brani registrati ma mai pubblicati in passato o versioni alternative di tracce presenti in American Recordings, Unchained, American III: Solitary Man e American IV: The Man Comes Around. Il quarto, My Mother's Hymn Book, raccoglie canzoni gospel insegnate a Cash dalla madre quando era bambino. L'ultimo infine è un best of dei primi quattro album registrati per l'American Recordings.

## Disco 1 —Who's Gonna Cry

### Tracce
1. Long Black Veil (Danny Dill/Marijohn Wilkin) – 3:15
Originariamente registrato da Lefty Frizzell (1959)
2. Flesh and Blood (Cash) – 2:29
Originariamente registrato da Cash per la colonna sonora di Un uomo senza scampo (1970)
3. Just the Other Side of Nowhere (Kris Kristofferson) – 3:18
Originariamente registrato da Kristofferson for Kristofferson (1970)
4. If I Give My Soul (Billy Joe Shaver) – 3:01
Originariamente registrato da Shaver perTramp on Your Street (1993)
5. Understand Your Man (Cash) – 2:06
Originariamente registrato da Cash per I Walk the Line (1964)
6. Banks of the Ohio (Maybelle Carter) – 4:07
Originariamente registrato da Cash con la Carter Family per la Columbia nel 1963 for Keep On The Sunnyside (1964)
7. Two Timin' Woman (Hank Snow) – 2:06
Originariamente registrato da Hank Snow
8. The Caretaker (Cash) – 1:55
Originariamente registrato da Cash per Songs of Our Soil (1959)
9. Old Chunk of Coal (Shaver) – 1:54
Originally recorded by Cash in 1979 on the album A Believer Sings The Truth
10. I'm Going to Memphis (Hollie Dew/Alan Lomax) – 2:40
Originariamente registrato da Cash per Ride This Train (1960)
11. Breaking Bread (Randy L. George) – 2:48
12. Waiting for a Train (Jimmie Rodgers) – 1:46
Originariamente registrato da Cash per Blood, Sweat and Tears (1963)
13. Casey's Last Ride (Kristofferson) – 3:21
Originariamente registrato da Cash per Rainbow (1985)
14. No Earthly Good (Cash) – 2:43
Originariamente registrato da Cash per The Rambler (1976)
15. The Fourth Man in the Fire (Arthur "Guitar Boogie" Smith) – 2:48
Originariamente registrato da Cash per The Holy Land (1969)
16. Dark as a Dungeon (Merle Travis) – 3:00
Originariamente registrato da Cash per Old Golden Throat (1968)
17. Book Review (dialogo) (Bobby George/Charlie Williams) – 2:07
18. Down There by the Train (Tom Waits) – 5:49
Versione alternativa di quella presente in American Recordings

## Disco 2 —Trouble in Mind

### Tracce
1. Pocahontas (Neil Young) – 3:43
Originariamente registrato da Young per Rust Never Sleeps (1978)
2. I'm a Drifter (Version 1) (Dolly Parton) – 3:50
Originariamente registrato dalla Parton per All I Can Do (1976)
3. Trouble in Mind (Richard M. Jones) – 3:32
4. Down the Line (Roy Orbison/Sam Phillips) – 2:38
5. I'm Movin' On (Hank Snow) – 2:54
6. As Long as the Grass Shall Grow (Peter La Farge) – 4:21 con June Carter Cash
Originariamente registrato da Cash per Bitter Tears: Ballads of the American Indian (1964)
7. Heart of Gold (Young) – 3:01
Originariamente registrato da Young per Harvest (1972)
8. The Running Kind (Haggard) – 3:11 con Tom Petty
9. Everybody's Trying to Be My Baby (Carl Perkins) – 2:11
10. Brown Eyed Handsome Man (Chuck Berry) – 2:21 con Carl Perkins
11. T for Texas (Jimmie Rodgers) – 3:38
12. Devil's Right Hand (Steve Earle) – 2:33
Registrata in precedenza dai The Highwaymen per The Road Goes on Forever (1995)
13. I'm a Drifter (Version 2) (Parton) – 3:45
14. Like a Soldier (Cash) – 2:55 con Willie Nelson
Versione alternativa di quella presente in American Recordings
15. Drive On (Cash) – 2:23
Versione alternativa di quella presente in American Recordings
16. Bird on the Wire (Leonard Cohen) – 5:13
Versione alternativa di quella presente in American Recordings

## Disco 3 —Redemption Songs

### Tracce
1. A Singer of Songs (Tim O'Connell) – 2:48
2. The L & N Don't Stop Here Anymore (Jean Ritchie) – 3:13
Originariamente registrato da Cash per Silver (1979)
3. Redemption Song (Bob Marley) – 3:27 con Joe Strummer
Originariamente registrato da Marley per Uprising (1980)
4. Father and Son (Cat Stevens) – 2:49 con Fiona Apple
Originariamente registrata da Stevens per Tea for the Tillerman (1970)
Originariamente registrata da Cash per Junkie and the Juicehead Minus Me (1974)
5. Chattanooga Sugar Babe (Norman Blake) – 3:16
6. He Stopped Loving Her Today (Bobby Braddock/Curly Putman) – 2:37
Originariamente registrata da George Jones per I Am What I Am (1980)
7. Hard Times Come Again No More (Stephen Foster) – 4:01
8. Wichita Lineman (Jimmy Webb) – 3:03
Originariamente registrata da Glen Campbell per Wichita Lineman (1968)
9. Cindy (Traditional) – 2:53 con Nick Cave
10. Big Iron (Marty Robbins) – 3:52
Originariamente registrata da Robbins per Gunfighter Ballads and Trail Songs (1959)
11. Salty Dog (Rudy Toombs/Traditional) – 2:26
12. Gentle on My Mind (John Hartford) – 3:24 con Glen Campbell
13. You Are My Sunshine (Jimmie Davis/Charles Mitchell) – 3:18
14. You'll Never Walk Alone (Oscar Hammerstein II/Richard Rodgers) – 2:59
15. The Man Comes Around (Cash) – 3:51
Versione alternativa di quella presente in American IV: The Man Comes Around

## Disco 4 —My Mother's Hymn Book
My Mother's Hymn Book è il cinquantaseiesimo album in studio di Johnny Cash.  Si tratta di una raccolta di inni e canzoni spiritual cristiane insegnate a Cash da sua madre. L'album è registrato con la sola voce di Cash e con una chitarra acustica.
Il disco è stato anche pubblicato come album singolo, in studio, solo l'anno successivo ovvero nel 2004, raggiungendo la 9º posizione della classifica degli album Christian più venduti.
Le tracce 6, 9 e 10 del disco erano già presenti in Hymns from the Heart (1962), mentre la 5, 11, 14 e 15 erano in Sings Precious Memories (1975), entrambi album dello stesso Cash.

### Tracce
1. Where We'll Never Grow Old (James C. Moore) – 3:31
2. I Shall Not Be Moved (V.O. Fossett) – 2:41
3. I Am a Pilgrim (Merle Travis) – 2:27
4. Do Lord (Fossett) – 2:12
5. When the Roll Is Called up Yonder (James Milton Black) – 1:36
6. If We Never Meet Again This Side of Heaven (Albert E. Brumley) – 2:31
7. I'll Fly Away (Brumley) – 1:54
8. Where the Soul of Man Never Dies (William Lee Golden/Wayne Raney) – 2:15
9. Let the Lower Lights Be Burning (Philip Bliss) – 3:14
10. When He Reached Down His Hand for Me (Marion Easterling/Thomas Wright/J.F.B. Wright) – 2:14
11. In the Sweet By and By (Sanford Fillmore Bennett/Joseph Philbrick Webster) – 2:25
12. I'm Bound for the Promised Land (Traditional) – 2:15
13. In the Garden (C. Austin Miles) – 3:18
14. Softly and Tenderly (Will L. Thompson) – 3:17
15. Just as I Am (William Batchelder Bradbury/Charlotte Elliot) – 2:38

## Disco 5 —Best of Cash on American
Il disco è una raccolta delle migliori canzoni registrate da Cash per i precedenti album della serie American Recordings. Le prime tre tracce sono estratte da American Recordings (1994), dalla 4 alla 7 da Unchained (1996), dalla 8 alla 11 da American III: Solitary Man (2000) e dalla 12 alla 15 da American IV: The Man Comes Around (2000).

### Tracce
1. Delia's Gone (Silbersdorf, Toops) – 2:19
2. Bird on the Wire (Leonard Cohen) – 4:04
3. Thirteen (Danzig) – 3:23
4. Rowboat (Beck) – 3:45
5. The One Rose (That's Left in My Heart) (Lyon, McIntire) – 2:28
6. Rusty Cage (Cornell) – 2:50
7. Southern Accents (Petty) – 4:42
8. Mercy Seat (Cave, Harvey) – 4:35
9. Solitary Man (Diamond) – 2:25
10. Wayfaring Stranger (Traditional) – 3:22
11. One (Bono, Clayton, Edge, Mullen) – 3:52
12. I Hung My Head (Sting) – 3:52
13. The Man Comes Around (Cash) – 4:29
14. We'll Meet Again (Charles, Parker) – 2:57
15. Hurt (Trent Reznor) – 3:38